# William F. Raborn Jr.
William F. Raborn Jr. (ur. 1905 w Decatur, Teksas, zm. 6 marca 1990) – amerykański wiceadmirał, dyrektor Centrali Wywiadu (Director of Central Intelligence – DCI) od 28 kwietnia 1965 roku do 30 czerwca 1966 roku. W latach 1955–1962 dyrektor Special Projects Office (SPO) marynarki wojennej Stanów Zjednoczonych odpowiedzialnego za program rozwoju pierwszych strategicznych atomowych okrętów podwodnych i systemu rakietowego Polaris / Poseidon „41 for freedom”.
Raborn, podobnie jak jego poprzednik John McCone, nie miał żadnego doświadczenia w pracy wywiadowczej. Odszedł z pracy w wywiadzie 30 czerwca 1966 roku, zastąpił go Richard M. Helms. Raborn jest uważany za ojca amerykańskiej Floty Balistycznych Okrętów Podwodnych. Zmarł 6 marca 1990 roku.